# Bella Swan
 (mars 2022).
Si vous disposez d'ouvrages ou d'articles de référence ou si vous connaissez des sites web de qualité traitant du thème abordé ici, merci de compléter l'article en donnant les références utiles à sa vérifiabilité et en les liant à la section « Notes et références ».
Pour les articles homonymes, voir Isabella, Bella et Swan.
Isabella Marie Swan, généralement appelée Bella Swan puis Bella Cullen est un personnage de fiction et l'un des personnages principaux de la saga littéraire Twilight, écrite par Stephenie Meyer. La saga qui est constituée de Fascination, Tentation, Hésitation et Révélation et dans les films: Twilight, chapitre I : Fascination, Twilight, chapitre II : Tentation, Twilight, chapitre III : Hésitation,Twilight, chapitre IV : Révélation première partie et Twilight chapitre V : Révélation seconde partie. Les romans sont essentiellement racontés du point de vue de Bella, mais aussi de Jacob dans l'épilogue de Hésitation et dans le livre 2 de Révélation. Le personnage est interprété au cinéma par l'actrice Kristen Stewart.

## Biographie fictive
Bella, après avoir emménagé chez son père à Forks, rencontre la mystérieuse famille Cullen et tombe éperdument amoureuse d'Edward Cullen. Cependant, elle découvre rapidement la vérité sur leurs mystérieux comportements : ce sont des vampires.
Désespérée de ne pas pouvoir vivre éternellement aux côtés d'Edward, Bella fait le vœu d'être transformée pour rester avec lui. Opposé à cette mutation et conscient des risques qu'il lui fait courir en restant avec elle, Edward quitte Forks avec sa famille.
Plongée dans une dépression profonde, c'est grâce à Jacob Black, son meilleur ami, qu'elle s'en sortira. Loup-garou faisant partie des Quileutes, Jacob l'aide à vivre avec cette déception. Jaloux d'Edward, il provoque un quiproquo qui précipite Bella et Alice, sa meilleure amie et future belle-sœur, à Volterra en Italie.
À leur retour, Bella doit faire un choix entre Edward et Jacob, sachant qu'ils sont à présent ennemis, même si tous deux veulent continuer à veiller sur Bella. Conscients de la situation, ils vont se battre pour garder l'amour de Bella.
Edward lui ayant demandé sa main, elle accepte. Lorsque Jacob l'apprend, il veut aller tuer des vampires pendant une bataille, et Bella, pour le retenir, l'embrasse.
Après le mariage d'Edward et de Bella, pendant leur lune de miel, Bella tombe enceinte. Elle manque de mourir en accouchant. Edward, fou de douleur et ne voulant pas la mort de son épouse, lui injecte son venin dans le cœur au dernier moment, pour la sauver. Bella est désormais un vampire.
Après la naissance de Renesmée Cullen, la fille de Bella et Edward, Jacob sera imprégné de Renesmée.
Quand Bella se réveille pour profiter de la vie en tant que vampire, elle commence par chasser, puis voir sa fille. Renesmée lui montre son don, qui est de communiquer d'un simple toucher sur la joue.

## Création et concept
À l'origine du personnage de Bella Swan et de la saga Fascination, il y a un rêve de Stephenie Meyer, dans lequel une « fille normale » et un « fantastiquement beau, éblouissant [...] vampire [...] étaient en train d'avoir une conversation intense dans une clairière dans les bois ». Dans ce rêve, le couple « discutait des difficultés intrinsèques dans les faits [...] qu'ils étaient tombés amoureux de l'un l'autre alors que [...] le vampire était particulièrement attiré par l'odeur du sang de la jeune fille, et avait du mal à ne pas la tuer sur-le-champ ».[réf. nécessaire]
Les personnages originaux de Meyer n'avaient pas de nom ; elle les appelait — ceux qui deviendront plus tard Bella Swan et Edward Cullen — « il » et « elle », dans le but de « ne pas vouloir perdre le rêve ». Meyer choisit le prénom « Isabella », et explique : « après avoir passé tant de temps avec [le personnage], je l'aimais comme une fille. [...] Inspirée par cet amour, je lui ai donné le nom que je gardais pour ma fille, [...] Isabella. »[réf. nécessaire]
L'accueil positif de Bella dans son nouveau lycée à Forks — notamment sa popularité vis-à-vis des personnages masculins — est calqué sur la vie de Stephenie Meyer, lors de son admission à l'université. Comparant son expérience transitoire à celle de Bella, Meyer note qu'après son propre changement d'université son « stock allait jusqu'au toit », commentant que « la beauté est plus subjective que vous pensez »[pas clair].[réf. nécessaire]

## Apparitions

### Fascination
Fascination raconte l'arrivée de Bella Swan, âgée de 17 ans, emménageant chez son père dans sa ville natale de Forks, Washington. Renée, sa mère, veut suivre Phil, son beau-père, qui joue au baseball et qui voyage beaucoup, mais comme Bella va au lycée, elle ne peut pas car elle ne veut pas laisser Bella seule. Bella se sacrifie donc et va chez son père, Charlie Swan, certaine qu'elle ne s'habituera jamais à Forks et à sa météo pluvieuse, si différente de celle de Phoenix.
Mais là-bas, elle commence à être intriguée par Edward Cullen, un garçon très étrange, et ses 4 frères et sœurs, tout aussi mystérieux. Au début, Edward semble détester Bella : il ne lui adresse pas la parole, recule sa chaise le plus possible de la sienne, et essaie de décaler son cours de biologie avancée pour ne plus avoir affaire à elle. Puis il disparaît. Quand il revient, après plusieurs jours, il se présente à Bella comme si de rien n'était. Ils discutent du fait que Bella se soit sacrifiée pour ses parents quand Bella remarque qu'il a les yeux ambres et pas noirs comme la fois précédente. Elle lui demande donc s'il a des lentilles, ce qui a pour effet de le gêner. Le lendemain, Bella manque de se faire écraser sur le parking de son lycée mais Edward traverse le parking en une fraction de seconde et arrête le fourgon. Bella lui demande comment il a fait ça à plusieurs reprises, mais Edward refuse de lui dire quoi que ce soit. Bella apprend d'un ami de la famille, Jacob Black, une légende disant que les Cullen n'ont pas le droit de venir sur la réserve. Bella, intriguée par la légende, va acheter le livre et y découvre qu'Edward est un Cold-one (être froid = Vampire). Le lendemain, Bella dit à Edward ce qu'elle sait et il avoue la vérité, bien que sa famille ne chasse que les animaux, pas les humains, à cause d'un choix moral. Edward avertit constamment Bella concernant le fait d'être avec lui, percevant que sa vie sera très risquée si elle continue de le fréquenter car l'odeur de son sang est beaucoup plus enivrante et puissante pour lui que celle d'un autre humain. L'amour de Bella et sa confiance dans la résistance d'Edward sont tels que les avertissements d'Edward restent ignorés, et lors d'une sortie avec les Cullen, elle devient la cible de trois vampires sadiques, James, Victoria et Laurent (mais celui-ci quitte le clan car il n'est pas d'accord avec les plans de James et Victoria). Bella se fait finalement agresser par James dans un ancien studio de danse abandonné. James la projette vers un miroir avec une telle force que celui-ci se brise en mille morceaux. Bella n'est pas encore blessée. Alors le traqueur casse le tibia de Bella, et celle-ci hurle de douleur. Il la force à dire quelque chose à Edward, mais celle-ci refuse. Mais le sang provoque une telle attirance pour James qu'il lui attrape le poignet et la mord. Bella sombre dans un rêve où Edward est un ange, qui retransmet les paroles de ce dernier. Le père d'Edward arrête le sang de Bella puis il ordonne à son fils de purifier le sang de Bella car celui-ci est contaminé par le venin. Il s’exécute, jusqu'à ce que le sang soit pur. Edward la porte jusqu'à l'hôpital. Finalement, elle aura eu la jambe cassée et une morsure. Avec l'aide de sa famille, Edward peut sauver Bella, et James meurt brûlé vif. Mais Edward n'est toujours pas disposé à transformer lui-même Bella en vampire.

### Tentation
Tentation commence avec une Bella contrariée par son 18e anniversaire, car cela la rend « plus vieille » qu'Edward ayant à tout jamais 17 ans. Durant sa fête d'anniversaire, Bella se coupe légèrement avec un morceau de papier cadeau, et la soif instinctive de Jasper, le frère d'Edward, pour le sang de Bella rappelle à Edward le danger de leur relation pour elle. Dans une malheureuse tentative de protéger Bella, il la convainc qu'il ne l'aime plus et déménage avec sa famille, la laissant le cœur brisé et abattue.
Après quatre mois de profonde dépression, Bella, pour apaiser son père inquiet, va à Port Angeles avec une amie, Jessica. Là-bas, elle approche avec insouciance un groupe d'hommes en dehors d'un bar et découvre qu'elle peut entendre la voix d'Edward dans des situations dangereuses.Espérant entendre sa voix une nouvelle fois, Bella cherche un danger, elle demande à Jacob Black de réparer deux motos et de lui apprendre comment en conduire une. Leur amitié grandit, et quand le vampire Laurent décide de s'attaquer à elle, Bella est sauvée par une meute de loups géants. Plus tard, Bella apprend que Jacob et d'autres garçons de sa tribu sont des loups-garous, et que la vampire Victoria souhaite la tuer pour venger la mort de James.
Pour entendre la voix d'Edward, Bella tente un plongeon d'une falaise et se noie presque, mais elle est sauvée par Jacob. La sœur d'Edward, Alice, qui peut voir le futur, a donc une vision de Bella sautant de cette falaise et interprète cette vision comme le suicide prochain de Bella. Alice, inquiète, se confie à sa sœur Rosalie qui elle-même le révèle à Edward. Ce dernier, fou d'inquiétude, appelle Bella, mais Bella étant occupée, c'est Jacob qui décroche. Edward demande à parler à son père, Charlie (qui est à l'enterrement d'un ami). Jacob informe Edward que Charlie est à un enterrement mais sans préciser de qui. Edward pense que c'est celui de Bella et, fou de désespoir et de douleur, décide de se suicider. Ne pouvant mourir que de la main d'un autre vampire et les Cullen refusant de le tuer, il se rend à Volterra, en Italie, pour demander aux Volturi de le détruire. Alice revient, découvre la situation, elle et Bella le poursuivent et arrêtent Edward avec succès. Le trio parle aux Volturi et promet de transformer Bella en vampire. Les Volturi menacent de la tuer s'ils ne tiennent pas leur promesse. Après être retourné à Forks, Edward avoue à Bella qu'il n'a jamais cessé de l'aimer et qu'il ne l'a quittée que parce qu'il craignait par-dessus tout de lui faire du mal s'il restait. Il lui demande si elle lui pardonnera un jour et lui présente ses excuses, et Bella les accepte sans aucune hésitation. Elle a l'intention de devenir une vampire et décide de laisser la famille d'Edward choisir son destin. Tous, sauf Rosalie et Edward, votent par l'affirmative qu'elle soit transformée, et finalement, Edward accepte de la changer lui-même à la condition qu'elle l'épouse d'abord.

### Hésitation
Hésitation continue avec la relation de Bella et Edward. Edward explique qu'il est réticent à transformer Bella en vampire car il croit que les vampires sont des créatures privées d'âme et qui n'ont pas de place au paradis. Il accepte de la transformer si elle accepte de l'épouser. Bella, qui a en tête le divorce prématuré de ses parents, accepte de se marier avec lui à la condition qu'il lui fasse l'amour tant qu'elle est encore humaine. Au début, ce dernier refuse, arguant de sa fragilité et du fait qu'il pourrait perdre son contrôle facilement dans l'ardeur du moment. Cependant, voyant à quel point c'est important pour Bella, il promet de lui faire l'amour en tant qu'humaine après leur mariage.
Parallèlement, Victoria cherche toujours à se venger de la mort de son compagnon James et continue à imaginer un plan pour tuer Bella. Elle crée ainsi une armée de vampires nouveau-nés pour anéantir l'ensemble de la famille Cullen. Face à cette menace, une trêve est passée et difficilement maintenue entre la famille Cullen et la meute de loups Quileute pour éviter l'extermination.
Avant la bataille finale, Jacob avoue à Bella ses véritables sentiments et elle se rend compte de leur réciprocité. Face à ce dilemme et très mal à l'aise, elle décide de ne plus approcher Jacob et de se consacrer uniquement à Edward qu'elle aime plus que tout.
Ce dernier, après avoir tué Victoria et conscient des efforts de Bella pour satisfaire tout le monde, consent à faire l'amour avec elle avant le mariage. Heureuse, Bella refuse néanmoins son offre, et maintient l'ordre : mariage, relation sexuelle, et mutation.

### Révélation
Au début de Révélation, Bella épouse Edward lors d'une cérémonie organisée par Alice. Ils passent leur lune de miel sur une île que Carlisle a offerte à Esmée. Très amoureux, ils font l'amour, mais leurs ébats horrifient Edward qui se rend compte qu'il laisse des bleus sur son épouse. Rassuré par Bella, ils recommencent et découvrent peu de temps après la grossesse de cette dernière. Choqué par cette nouvelle, Edward ramène d'urgence Bella chez lui pour prendre l'avis de Carlisle. Edward devient fou d'inquiétude quand il se rend compte de la rapide croissance du fœtus et commence à affecter sérieusement la santé de Bella. Il essaye de la forcer à avorter pour sauver sa propre vie mais sentant déjà un amour démesuré pour son bébé, celle-ci insiste pour lui donner la vie. Rapidement, Edward commence également à ressentir de l'amour envers le bébé, après avoir entendu ses pensées et appris que le bébé aime aussi Bella. Au terme d'une grossesse de quelques semaines, Edward réussit à extraire le bébé (qu'ils appellent Renesmée Carlie Cullen) par césarienne et sauve Bella in extremis en lui injectant son venin directement dans le cœur avec une seringue. Il tombe « amoureux » de sa fille dès le premier contact. Jacob qui voulait dans un premier temps tuer Renesmée, car il croyait qu'elle avait tué Bella en venant au monde, s'en imprègne (les Quileutes ne peuvent vivre sans leur âme sœur) et lui devient donc lié envers et contre tout.
Plus tard, une femelle vampire, Irina, du Clan des Denali, apercevant Renesmée de loin, la prend pour une enfant immortelle (une création tabou dans le monde vampirique) et provoque l'arrivée des Volturi pour la détruire. La famille Cullen réunit donc tous les vampires qu'elle connaît pour que ces derniers puissent témoigner de la croissance du bébé et ainsi lui sauver la vie (les enfants immortels ne grandissent pas et sont incontrôlables donc dangereux). Après un face à face long et tendu où Bella use de son nouveau pouvoir (un bouclier pour protéger ses alliés des pouvoirs mentaux des Volturi : illusion de la torture...) pour protéger les siens contre les attaques du clan Volturi, ces derniers acceptent de repartir non sans avoir utilisé au préalable toutes les ruses possibles et imaginables pour provoquer leurs adversaires et faire tomber leurs défenses. Impuissants et conscients du non danger de Renesmée, ils acceptent de repartir (Alice et Jasper ayant rapporté entre-temps un autre « spécimen » hybride qui était tout à fait inoffensif pour la race vampire). Edward et Bella peuvent enfin vivre en paix avec leur fille jusqu'à la fin des temps.

## Caractérisation
Bella se caractérise au début par un manque cruel de confiance en elle, jugeant qu'elle ne mérite pas le bonheur qu'elle a en étant amoureuse.

### Apparence physique
Stephenie Meyer explique qu'elle « n'a pas mis une description détaillée de Bella dans le livre pour que le lecteur puisse se mettre plus facilement dans ses chaussures ». Meyer met l'accent sur « le physique de Bella est ouvert à l'interprétation », elle fournit sa propre interprétation dans le guide officiel, décrivant Bella comme :

« Bella a de longs cheveux bruns, épais et raides, formant un V au sommet de son vaste front. Elle a le menton étroit en pointe, de grands yeux écartés, des pommettes saillantes, un nez aquilin et des lèvres légèrement trop pulpeuses pour sa mâchoire fine. Ses sourcils sont plus clair que sa chevelure, plutôt droits. Elle est mince, peu musclée. Humaine, elle avait la peau très pâle et des yeux brun chocolat »

Bella déteste s'habiller « chic », préférant les vêtements pratiques et confortables. En général elle évite le maquillage et ses principaux bijoux sont ses bracelets (L'un offert par Jacob, l'autre par Edward), sa bague de fiançailles (tome 3), son alliance et ses colliers (l'un offert par Rosalie aidée d'Alice lors de son 18e anniversaire (tome 2), l'autre offert par Aro (tome 4)).
Bella a aussi une petite cicatrice blanche en forme de croissant où elle a été mordue par James, un vampire traqueur, dans Fascination.

### Caractère, aptitudes, intérêts
Bella est décrite comme étant têtue, maladroite, mais mûre et responsable pour son âge (sa mère la considère adulte depuis longtemps), avec un sens de l'humour sec. Elle ne se confie pas souvent (malgré le fait qu'il est facile de deviner ce qu'elle peut parfois penser), est habituée aux phénomènes étranges et fait donc preuve d'une grande tolérance, se moquant du fait que son petit ami soit un vampire et son meilleur ami un loup-garou.
Depuis qu'elle connaît Edward, elle a trouvé en lui quelque chose de plus important que sa vie. Cela fait qu'elle n'a pas vraiment peur de la mort, pas plus que l'idée de devenir une vampire.
Elle pense toujours à la sécurité des autres avant la sienne, et quand on lui sauve la vie, elle a la manie de s'excuser des problèmes qu'elle a créés, même après avoir frôlé la mort. Elle a un esprit très réservé, ce qui serait la raison de l'incapacité d'Edward à lire dans ses pensées, et elle est déterminée à devenir une vampire. Elle dit ne pas savoir mentir, mais montre occasionnellement un grand talent pour jouer. Elle est hématophobe (phobie du sang).
Stephenie Meyer a déclaré que le « tragique défaut » de Bella est son manque de connaissance d'elle-même. Après avoir été transformée en vampire, elle dit avoir une meilleure vision du monde. Elle a aussi un très bon contrôle d'elle-même, étant capable de s'enfuir devant l'odeur du sang d'un humain durant son premier voyage de chasse. L'esprit privé de Bella qui rejette certaines aptitudes de vampires pendant qu'elle était humaine évolue après qu'elle est devenue vampire. Son aptitude lui permet de protéger, comme un bouclier, ceux qui se trouvent autour d'elle, des pouvoirs mentaux d'autres vampires. Bella est la seule membre de la famille Cullen avec Alice à avoir eu un don avant même d'être transformée en vampire. Elle est aussi décrite par Edward comme étant « très gracieuse » en vampire, en comparaison de sa maladresse antérieure.
Carlisle et Esmée la considèrent comme un de leurs « enfants », Rosalie la considère comme une rivale mais plus tard comme une sœur (lorsque Bella lui demandera son aide pendant sa grossesse) , Emmett aussi comme une petite sœur fragile (ce qui serait la raison pour laquelle il est protecteur et blagueur avec elle), Alice comme sa meilleure amie et sa sœur (après beaucoup de protestations, Bella finit toujours par accorder à Alice le plaisir de l'habiller, d'organiser des fêtes, etc), Jasper comme un membre important de la famille et Edward comme sa vie, sa raison d'être.

### Réception
Le personnage fictif de Bella a reçu des accueils relativement négatifs dans les critiques littéraires :
- pour la critique de Fascination, Kirkus Reviews dit que « le charme de Bella est basé sur la magie plutôt que sur le personnage ». Pour celle de Tentation, il déclare que la personnalité de Bella est « plate et obsédée » ;
- Lilah Lohrn du Chicago Tribune, compare le personnage de Bella à l'histoire des loups-garous Quileutes ; en comparaison, elle déclare ce personnage « moins satisfaisant » ;
- Cécillia Miller, de salon.com, dit, en ce qui concerne la relation qui unit Edward et Bella, qu'« aucun d'eux n'a assez de personnalité pour en parler » ;
- Natalie Pompilio de The Philadelphia Inquirer remarque que Bella est incroyablement égoïste de « mettre de côté ses amis et sa famille pour son obsession d'Edward » ;
- la journaliste Elizabeth Hand du Washington Post remarque comment Bella est souvent décrite comme étant cassable, et fragile, et que « l'habitude d'Edward de constamment la mettre sur ses genoux ou l'avoir sur son dos pour la conduire quelque part insiste sur ses qualités d'enfant », et elle continue en déclarant que « l'effet global est une bizarre infantilisation qui repousse les sous-entendus pour un lecteur adulte et semble être difficilement un modèle admirable à transmettre à nos filles ou garçons » ;
- dans sa critique du livre Révélation, Jennifer Reese, Entertainment Weekly, déclare au sujet de Bella : « Vous pouvez souhaiter qu'elle ait des buts plus nobles et un esprit propre à elle, mais ceux-ci sont des contes de fées et comme un amant loyal dans le modelage d'une princesse de Disney, Bella a un certain charme sucré » ;
- en ce qui concerne sa grossesse « Non seulement il est très difficile de s'identifier à elle, notamment avec ses réactions incompréhensibles, mais en plus, elle est absolument horrifiante, surtout lorsqu'elle engloutit du sang humain pour nourrir l'enfant » ;
- le Publishers Weekly déclare qu'« après sa transformation en vampire, c'est quasiment impossible de s'identifier à elle » ;
- Gina Dalfonzo, dans un article posté sur le site de National Review, appelle Bella « auto-dévalorisante » avant sa transformation en vampire et, après sa transformation, « insupportablement vaniteuse ».
Elle a également écrit que Bella a tout ce qu'elle veut et découvre ce qui en vaut la peine « en abandonnant son identité et en jetant presque tout ce qui importe dans la vie ».

## Représentation cinématographique
Dans Twilight, chapitre I : Fascination, Twilight, chapitre II : Tentation, Twilight, chapitre III : Hésitation et Twilight, chapitre IV : Révélation, Bella est interprétée par l'actrice Kristen Stewart. La première actrice imaginée dans le rôle de Bella était Emily Browning, mais celle-ci a refusé.